# Дрейшкенс, Даумант
Даумант Дрейшкенс (латыш. Daumants Dreiškens, 28 марта 1984, Гулбене) — латвийский бобслеист, выступающий за сборную Латвии с 2003 года. Участник трёх зимних Олимпийских игр, чемпион Олимпийских игр 2014 года, чемпион мира, чемпион Европы, обладатель 2 бронзовых и серебряной медалей чемпионата мира, неоднократный победитель и призёр национальных первенств, различных этапов Кубка мира и Европы.

## Биография

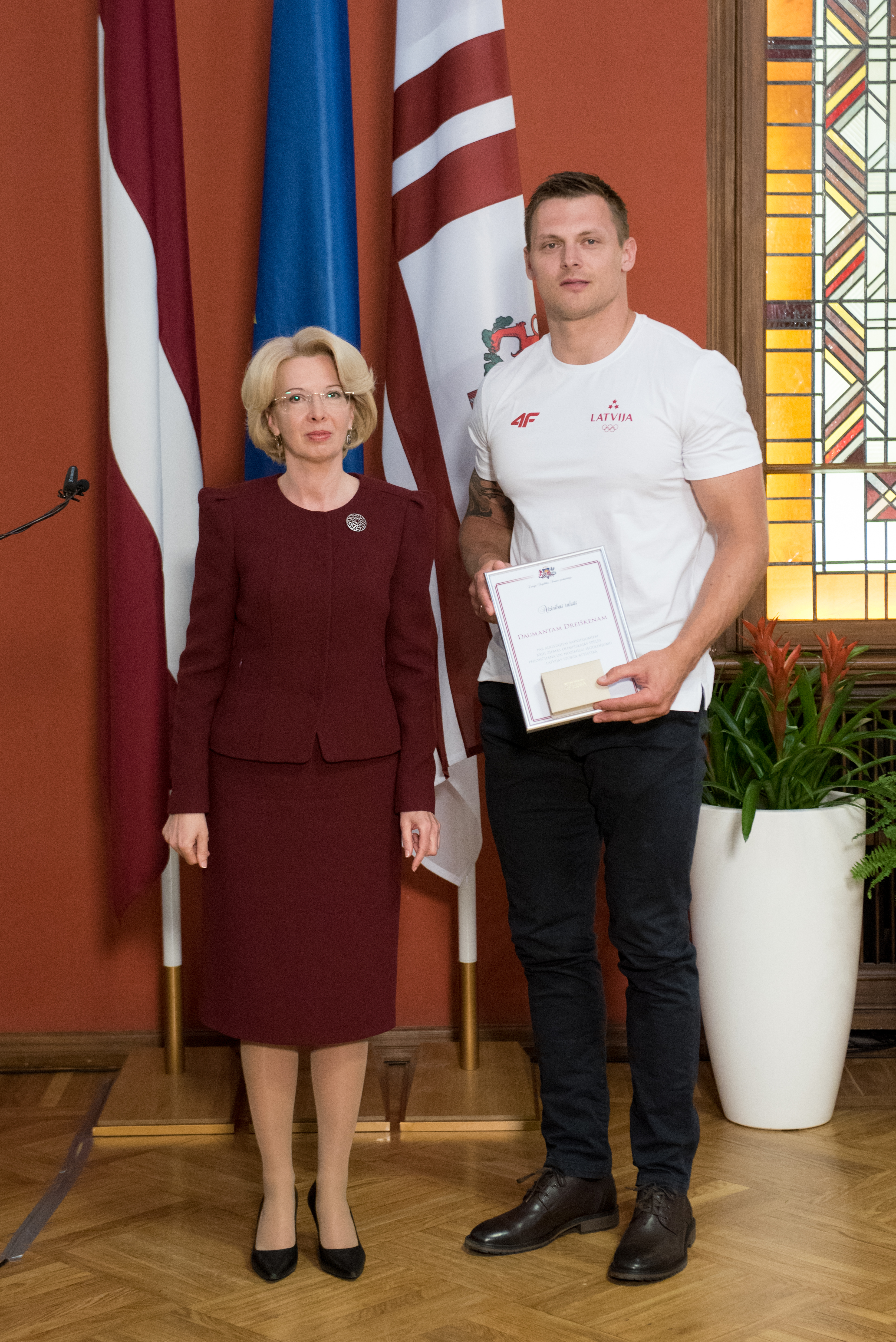
7 мая 2018 года

Даумант Дрейшкенс родился 28 марта 1984 года в городе Гулбене, Латвия. Активно заниматься спортом начал уже с юных лет, а в 2003 году решил попробовать себя в бобслее, прошёл отбор в национальную команду и присоединился к ней в качестве разгоняющего. Первое время выступал лишь на второстепенных менее значимых соревнованиях, в Кубке мира дебютировал в ноябре 2005 года на трассе в канадском Калгари, в составе экипажа Яниса Минина финишировал пятнадцатым в двойках и двадцать первым в четвёрках. На некоторых последующих этапах сезона они всё же проехали довольно удачно, например, в декабре на трассе австрийского Иглса в двойке немного не дотянули до призовых мест, разместившись на четвёртой позиции. Благодаря череде удачных выступлений Дрейшкенс удостоился права защищать честь страны на зимних Олимпийских играх 2006 года в Турине, где впоследствии показал шестой результат с двухместным экипажем и десятый с четырёхместным.
Спустя год спортсмен завоевал свои первые медали в Кубке мира, бронзовую на этапе в Парк-Сити и серебряную на этапе в Лейк-Плэсиде — обе в четвёрках. В феврале 2007 года впервые принял участие в заездах взрослого чемпионата мира, на трассе швейцарского Санкт-Морица они с Мининым и двумя другими разгоняющими финишировали седьмыми. На европейском первенстве в итальянской Чезане в январе 2008 года Дрейшкенс взял золото, став чемпионом Европы, и это, помимо всего прочего, его первая золотая медаль с мирового кубка. Через неделю на этапе в Санкт-Морице с четвёркой они выиграли ещё одну золотую награду. Чемпионат мира в немецком Альтенберге закончился для них таким же седьмым местом, как и в прошлом году. На Кубке мира следующего сезона их экипаж выступал крайне нестабильно, на отдельных этапах спортсмены оказывались в числе призёров, тогда как на других не могли попасть даже в двадцатку сильнейших. Тем не менее, на мировом первенстве 2009 года в Лейк-Плэсиде они проехали удачно, завоевав в программе четырёхместных экипажей бронзовые медали.
Перед началом Олимпийских игр 2010 года в Ванкувере между Янисом Мининым и главным тренером сборной Сандисом Прусисом произошёл конфликт, в результате чего пилот вынужден был покинуть команду, а Дрейшкенс поехал на главные соревнования четырёхлетия с экипажем Эдгара Маскаланса. В итоге в зачёте двоек они финишировали восьмыми. Затем в карьере спортсмена наступил некоторый спад он попадал только на Кубок Европы, менее престижный вспомогательный чемпионат, а в Кубок мира вернулся только в январе 2011 года, причём на одном из этапов сразу же выиграл золото. На мировом первенстве в немецком Кёнигсзее был шестнадцатым с двойкой и девятым с четвёркой. В 2012 году, когда Маскаланс принял решение уйти из бобслея, Дрейшкенс перешёл в команду молодого пилота Оскара Мелбардиса. Вместе они продолжают бороться за призовые места на всех крупнейших международных стартах, при этом они не всегда получают медали, но часто показывают лучшее время на разгоне. На чемпионате мира в Лейк-Плэсиде финишировали восьмыми в программе двухместных экипажей и шестыми среди четырёхместных.
После дисквалификации Международным олимпийским комитетом Александра Зубкова и ряда российских бобслеистов за нарушение антидопинговых правил, результаты показанные на Олимпийских играх 2014 года были аннулированы. В 2019 году произошло перераспределение медалей, в котором латвийская бобслейная четвёрка стала чемпионом игр.